# 圣帕勒德沙朗孔
圣帕勒德沙朗孔（法語：Saint-Pal-de-Chalencon，法語發音：[sɛ̃ pal də ʃalɑ̃kɔ̃]）是法国上卢瓦尔省的一个市镇，位于该省北部偏东，北侧卢瓦尔省接壤，属于伊桑若区。

## 地理
圣帕勒德沙朗孔（45°21'24"N, 3°57'25"E）面积28.95 平方千米，位于法国奥弗涅-罗讷-阿尔卑斯大区上盧瓦爾省，该省份为法国中南部省份，北起多姆山省和卢瓦尔省，西接康塔爾省，南至洛泽尔省，东临阿尔代什省。
与圣帕勒德沙朗孔接壤的市镇（或旧市镇、城区）包括：阿皮纳克、梅尔勒-莱涅克、福雷地区于松、布瓦塞、圣于连当斯。
圣帕勒德沙朗孔的时区为UTC+01:00、UTC+02:00（夏令时）。

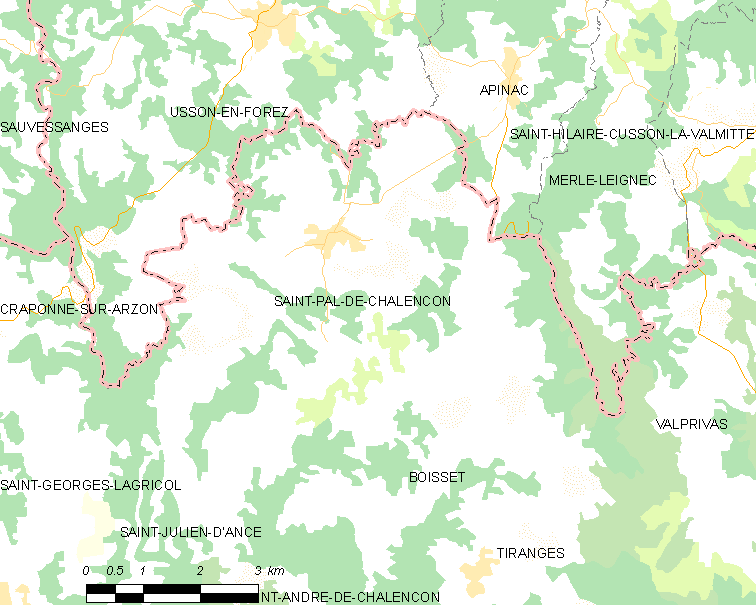
圣帕勒德沙朗孔的OSM定位图

## 行政
圣帕勒德沙朗孔的邮政编码为43500，INSEE市镇编码为43212。

## 政治
圣帕勒德沙朗孔所属的省级选区为上沃莱花岗岩高原县。

## 交通
上卢瓦尔省省道D12线、D24线、D29线和D241线在境内交汇，省道D242线经过境内东部。

## 人口

1962-2008年间圣帕勒德沙朗孔人口变化图示

圣帕勒德沙朗孔于2022年1月1日时的人口数量为1019人。